# モパネ
モパネ（学名 Colophospermum mopane）は、 南部アフリカ原産の、マメ科ジャケツイバラ亜科樹木。乾燥した熱帯の、標高200 - 1,200メートル (660 - 3,940 ft)の地帯に植生する。
アフリカ固有種であり、コロフォスペルムム属は、この一種のみの単型の属である。蝶形（かハート形
）の独特な双葉と、腎臓形・半円形にちかい豆果（莢）をもち、識別は容易である。
重く硬く非常に加工が困難だが、シロアリ耐性があり、地域では様々な建築に利用される。。また、 キャメル・ソーン、モンゾと並んで、火持ちがよい薪木として、地域の三大重要な燃料用木材に数えられる。

## 分布と生育環境

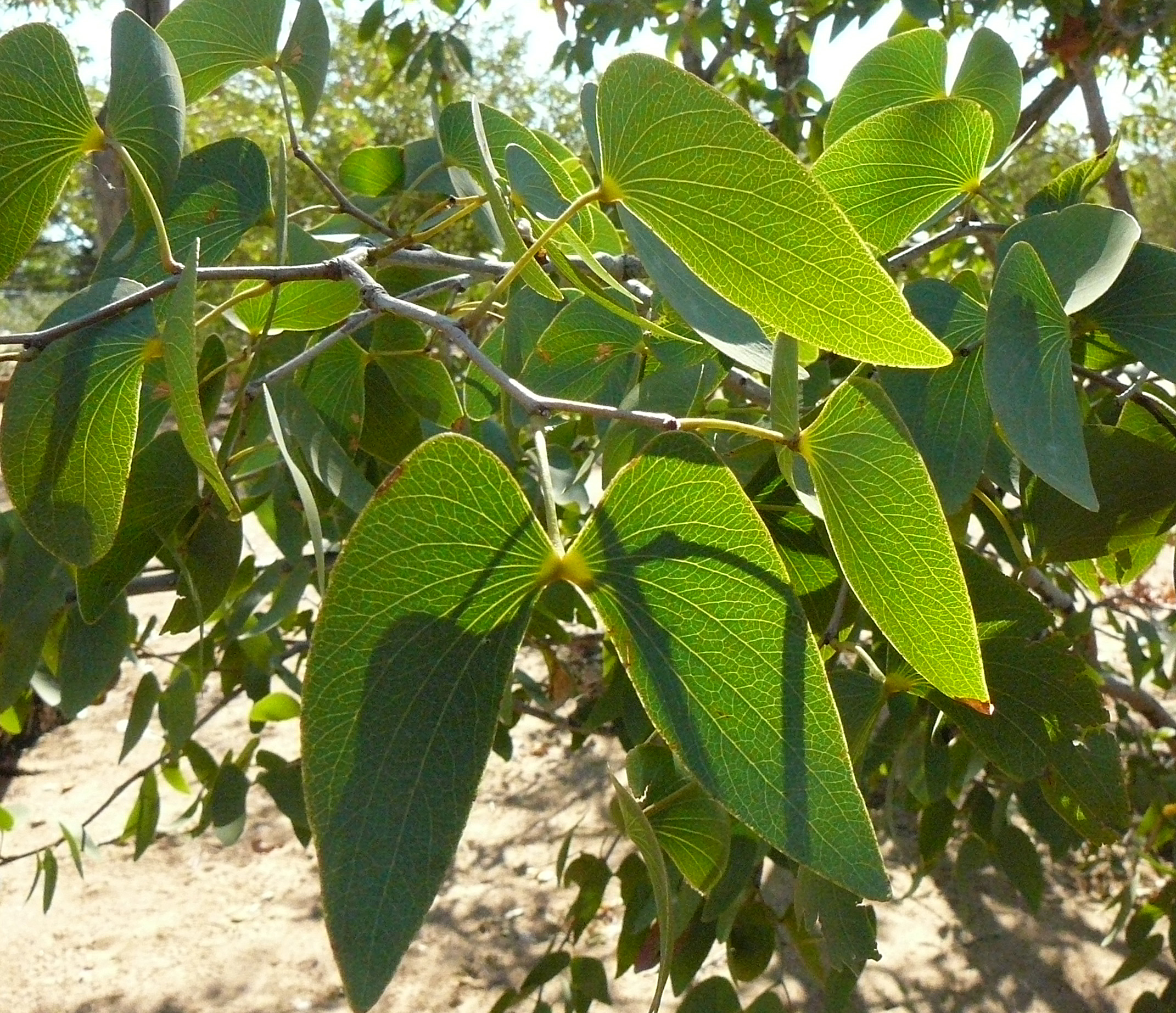
2枚の蝶形小葉は、対で鏡に映したような反転対称性をみせる。葉柄はごくふつうの形態である

モパネは標高 200メートル (660 ft)（モザンビーク）から 1,200メートル (3,900 ft)（ジンバブエ）を生息地とする。

### モパネの生態域
2つの生態域（エコリージョン）では、モパネが優勢植物となっている。アンゴラ南西部からナミビア北部にかけて広がるアンゴラのモパネ森林地帯とザンベジ流域モパネ森林地帯（ザンベジ川および支流の低地。ボツワナ、エスワティニ、ナミビア、ザンビア、ジンバブエ、モザンビーク、マラウイ、南アフリカに広がる）である。
南部アフリカ原産だが、モパネ自生地はおおまか2つの植生帯に分かれ、すなわちアンゴラ南部やナミビア北部のいわゆる「アンゴラ帯域」と、ザンビア、マラウイ南部、ナミビアの一部、ボツワナ、ジンバブエ、モザンビーク、南アフリカ北部の「ザンベジ帯域」がある。

### 土壌と形態
弱酸性で、透水性もあり砕けやすい粘土質の深い層を好むが、アルカリ性土壌（石灰質）で、層が浅く水はけの悪い場所でも生育する。沖積土（河川に運ばれて堆積した土壌、扇状地の名残）にも適しており、そうした砂地の沖積平野によく生息する。
植生地では優勢木となりやすく、単独種の群生（優占）をよくみかける。
上述の「ザンベジ帯域」内では、樹高形態の変異が大きく、一本立ち（単幹）の大樹が 10 - 15 m (33 - 49 ft) となり、開けたサヴァンナ地の砂地（沖積土）に群生して林冠（キャノピー）を形成する。さらにはザンビアでは18m 級がそびえて群生して「大聖堂モパネ」などと呼ばれる。また、樹高 1 - 2 or 3 m (3.3 - 6.6 or 9.8 ft)程度の灌木/低木（多枝生育形）として群生することもあるが、これは粘土質の土壌または不透水性、アルカリ性の土壌によくみつかるとされ、水量や水はけが関わっていると考察されるが、他の原因も仮説される。 これら低木群は「モパネ灌木（スクラブ）」と呼ばれる。また、低木が転じて高木に成長することはないという。
気温が高く、降霜がほぼなく、降水量が低～中度（年間 100mmから、だいたい 400–500mm程度、上限800mm）の環境で良好に成長するが、上限1200mmの降雨量の地までは生息が確認できる。

## 利用
モパネ木材はアフリカ南部でも屈指の重さの材質で、完全乾燥密度は0.990 - 1.230 g/cm3 (61.8 - 76.8 lb/cu ft)（水分量12% の数値）、硬度ゆえに加工が難しい。同時にシロアリ耐性は高いので建築に適しており、家屋、木柵、線路の枕木、坑道の支柱などに利用されてきた。シロアリ耐性と、赤みのかかった木色は、寄木張りフロアリング用にも人気である。 アフリカ海外では、熱帯魚タンクの装飾木や、同様にテラリウム等の流木装飾に使われるほか、彫刻台やランプ台の利用がされるようになってきている。
また、楽器用木材の需要も増えており、とりわけ管楽器のクラリネット等は伝統的な材料であるアフリカン・ブラックウッドの入手困難により、代替材に使われる。モパネは適度の油質があり、経年保全性もよく、割れや裂けはしづらく、温かくリッチな音調の楽器を作り出すと言われる。モパネ材クラリネットは、シュヴェンク＆セゲルケ、ヴーリッツァー、F・A・ユーベル、ビュッフェ・クランポンら各社で製造を扱っている。
モパネの小枝は、いわば歯ブラシの代用品（歯の手入れの噛み棒）となり、葉っぱは伝統療法で治癒に使うが、たとえば通過儀礼的に10-12歳の男子の下の切歯を4本抜いたとき、傷に葉っぱをあてがう。この木の種子、葉、樹皮、根は、様々な伝統治療に南部アフリカでは使われてきた。
樹皮は、紐かロープになうことができ、皮なめし用のタンニンも抽出できる。木材は木炭にされ、ブライの調理の薪にもされる。モパネの薪は煙も少なく火持ちもいいと定評がある。

### 食料
この木は、ヤママユガ科の蛾（学名：Gonimbrasia belina）の幼虫の主なる食樹であり、この幼虫モパネワームは食用である。高タンパク質な昆虫食とされる。 モパネワームは、粗脂肪分も高く、ビタミンやミネラル、鉄分、カルシウム、リン成分を含んでいる。
他にもこの木に宿る蛾の幼虫で食用となるのがマヤヤママユ（学名：Gynanisa maja）の幼虫である。
また、モパネの木がいわゆる「モパネバエ」（仮称。"mopane fly"の直訳）に寄生されると、ワックス状の甘い成分を葉から分泌し、これを人間やサルが採集して食べる。これはまた「モパネキジラミ」（仮称。"mopane psyllid"の直訳）とも呼ばれる（学名：Retroacizzia mopani；シノニム：Arytaina mopani）。
モパネの木は、天蚕糸（ワイルドシルク）を産する蛾の一種（学名：Gonometa rufobrunnea）の食樹でもある。その繭を採集し、糸が採られる。
上述のモパネワーム採集も、大半の村落女性が収入源としておこなっており、ワームを町村や取引業者に売却している。
モパネの木は、畜産業（ヤギ飼育）にとっても重要であり、放牧したヤギがかじって餌とする（上図参照）。他にも放牧した牛や、狩猟農場や動物保護区のゾウ、キリン、水牛、レイヨウ類もこれを餌とする。

## 名称
属名の Colophospermum は複合語で、ギリシア語 kolophon[ios]「樹脂」＋ラテン語 semum「種子」からなる。この Kolophon とはすなわちホメロスの出身地コロポンのことであり、「コロポンの」（kolophonios）といえばその名産物のロジンであった、ゆえに「樹脂」の意味をもつ。モパネの種の芳香性（テレビン油臭）に言及して、こう命名されている。
種の名 mopane は、現地バントゥー語群の一般名からそのまま取られている。すなわち南アフリカあたりからみると北ソト語/ぺディ語では mohlanare, mopane （北トランスヴァール/現今のリンポポ州）、ツワナ語では  mophane, mopane （トランスヴァール西部、旧ケープ州北部、ボツワナ）だが、ツォンガ語では nxanatsi （トランスヴァール東部）である。チェワ語では mopane, tsanya（マラウイ）、ロジ語では mopani, mupane （旧バロツェランド、ザンビア西部）、ムブクシュ語では mupanyi （ナミビア）、ヘレロ語では omutati（ナミビア、ボツワナ）、オヴァンボ語では omufiadi （アンゴラ南部、ナミビア北部）。
また mupani, mopani とも綴る。アフリカーンス語では mopanie または mopaniehout 「モパネ木」、terpentynboom 「テレピン油の木」等と呼ばれる。ショナ語では musharu（ジンバブエのサビ川渓谷）、ムブンドゥ語で mutiati （アンゴラ）。

## ギャラリー

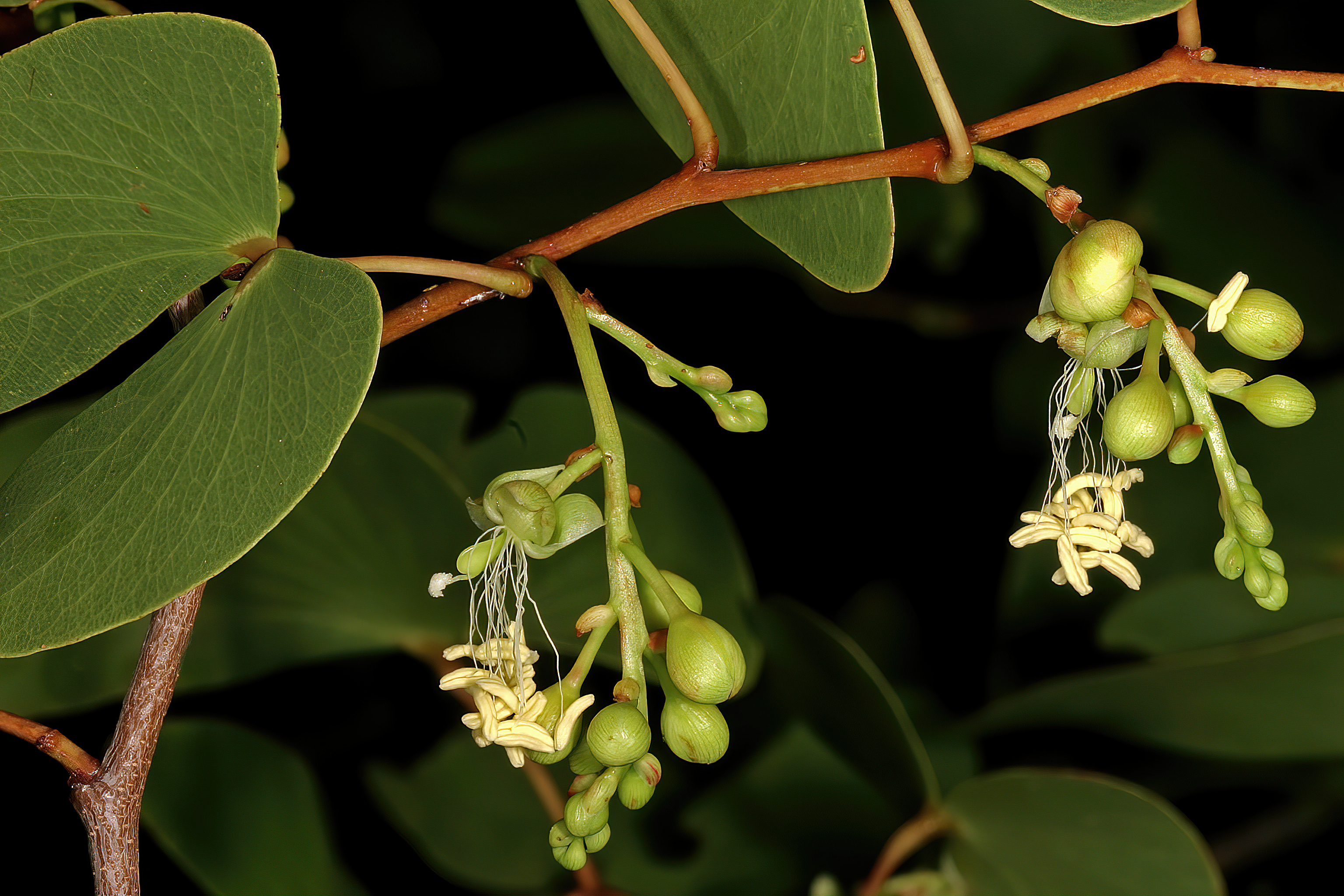
盛夏の開花
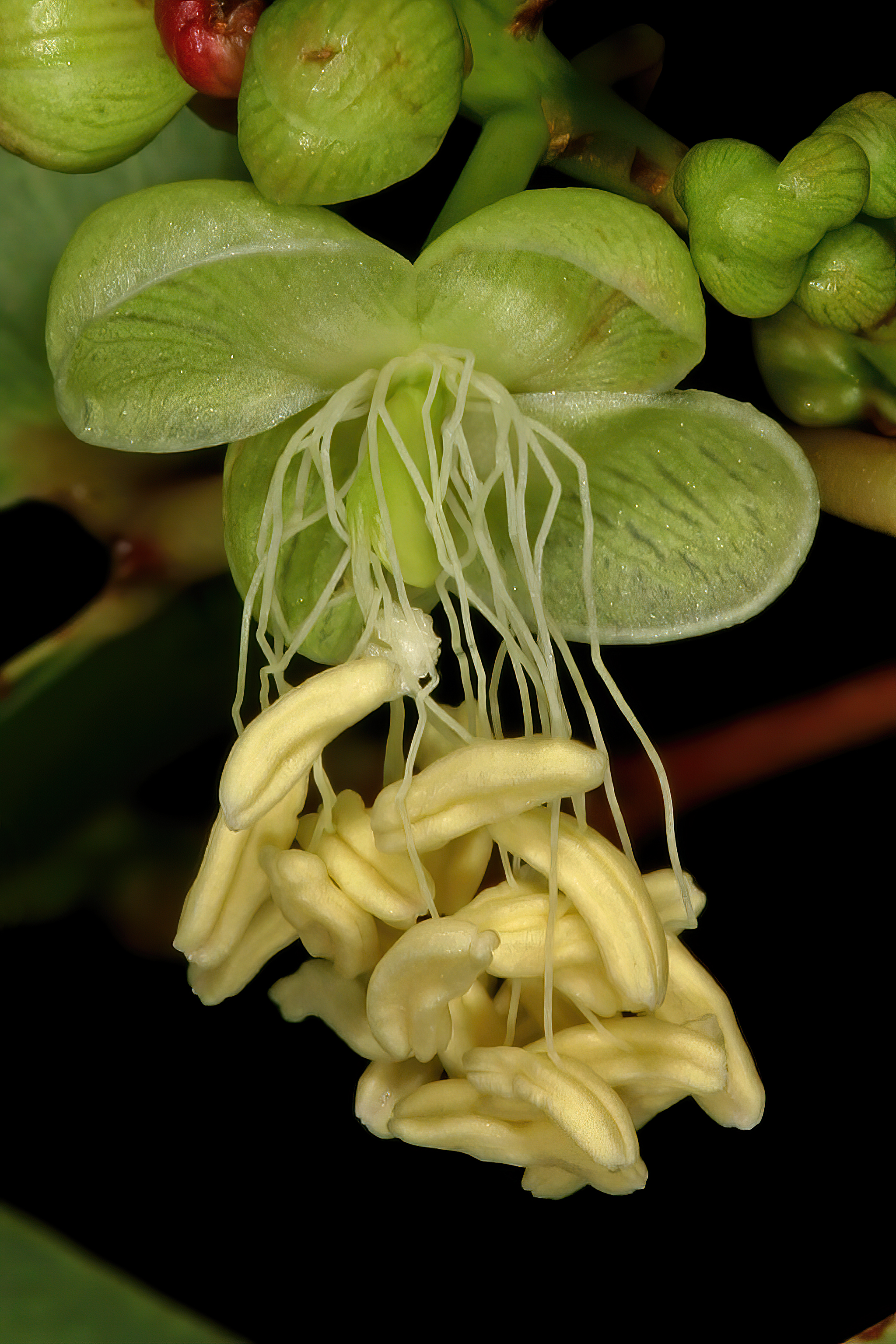
風受粉される花
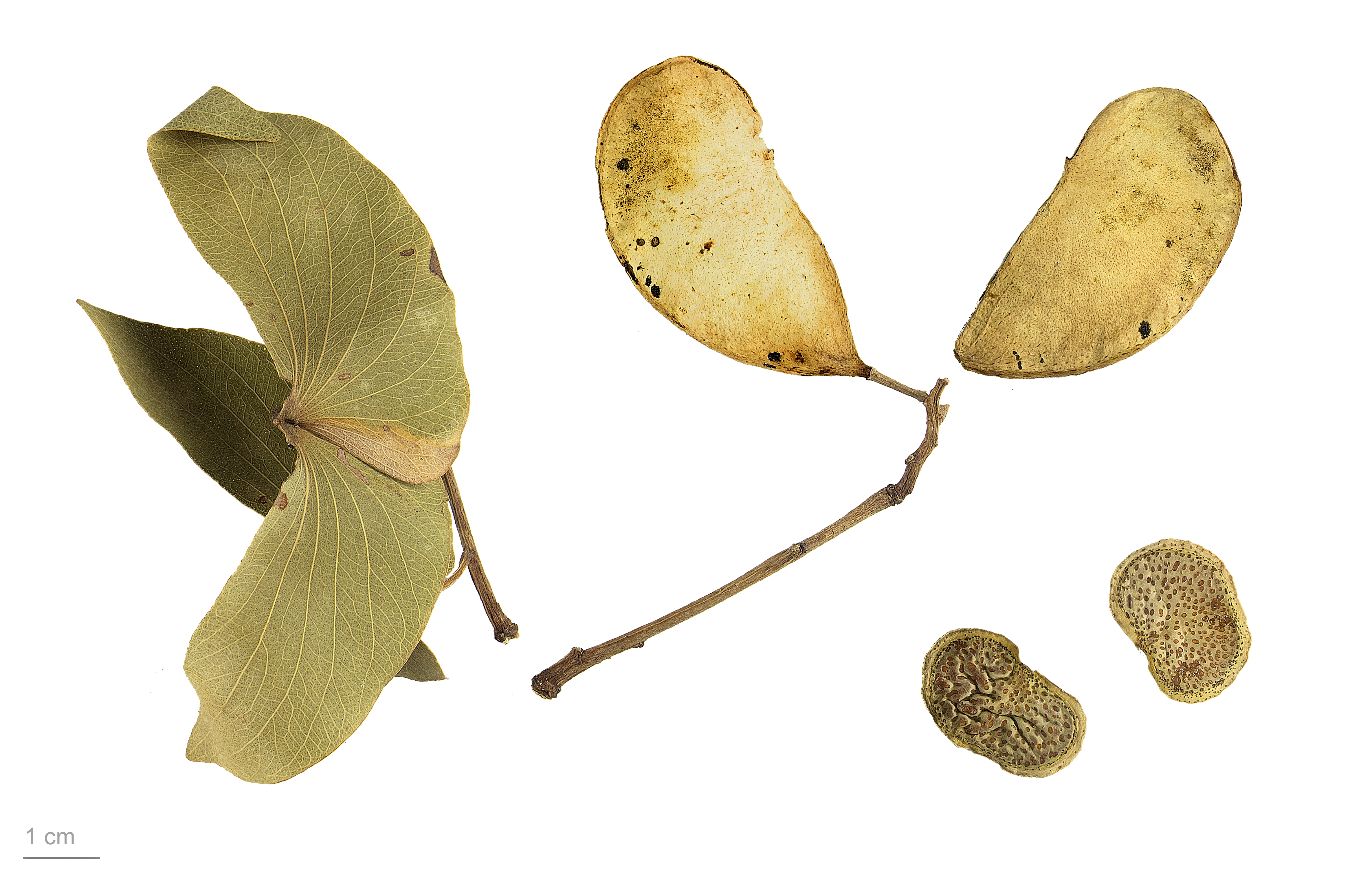
乾燥した葉、莢果、種子 - MHNT
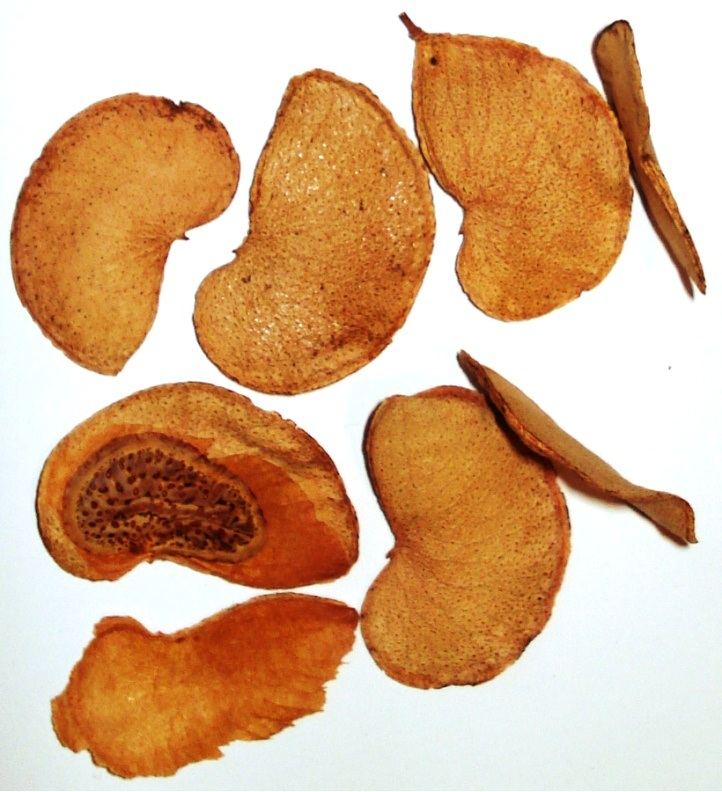
莢（）ごとに種子が1粒
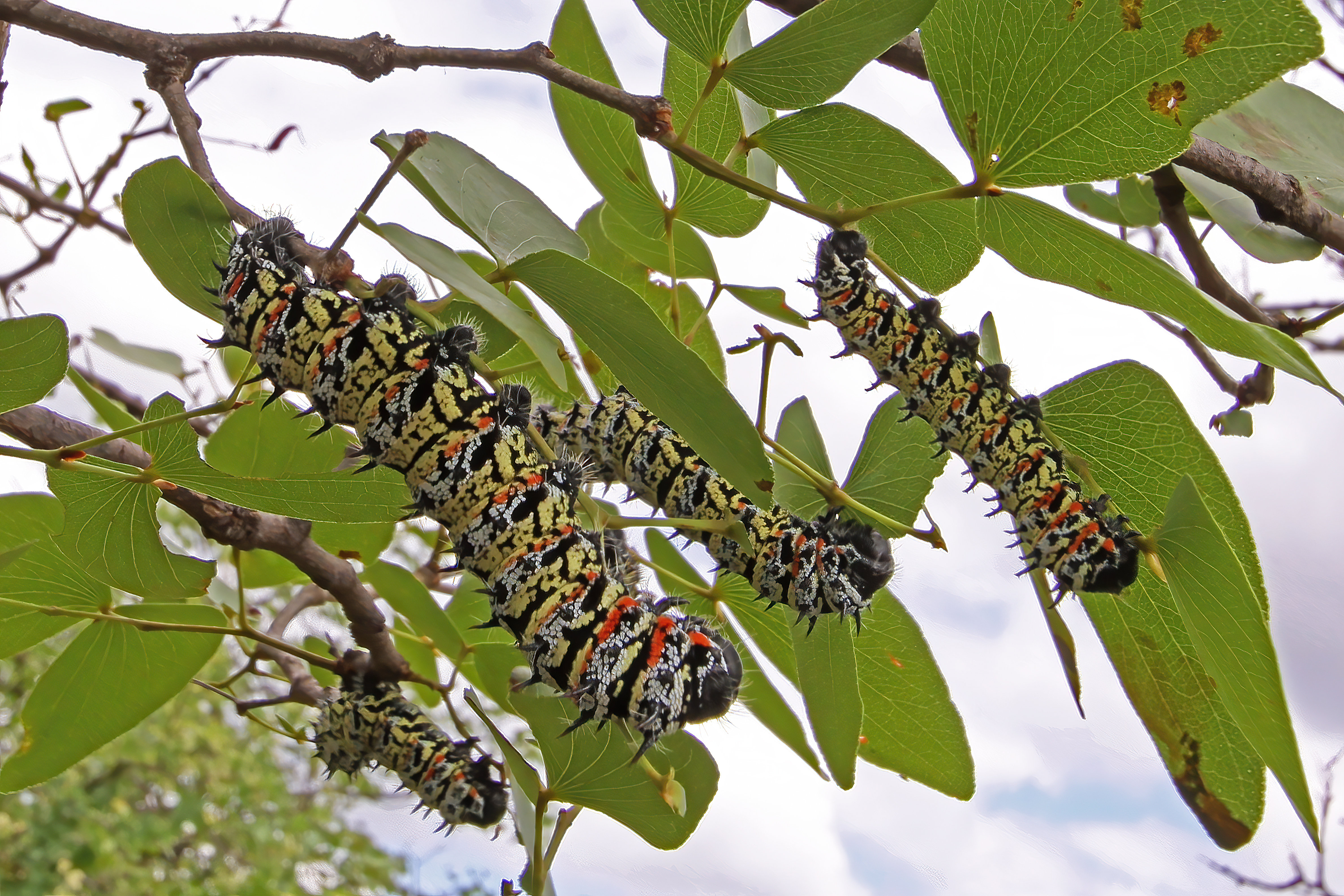
昆虫食のモパネワームがモパネの葉をかじる
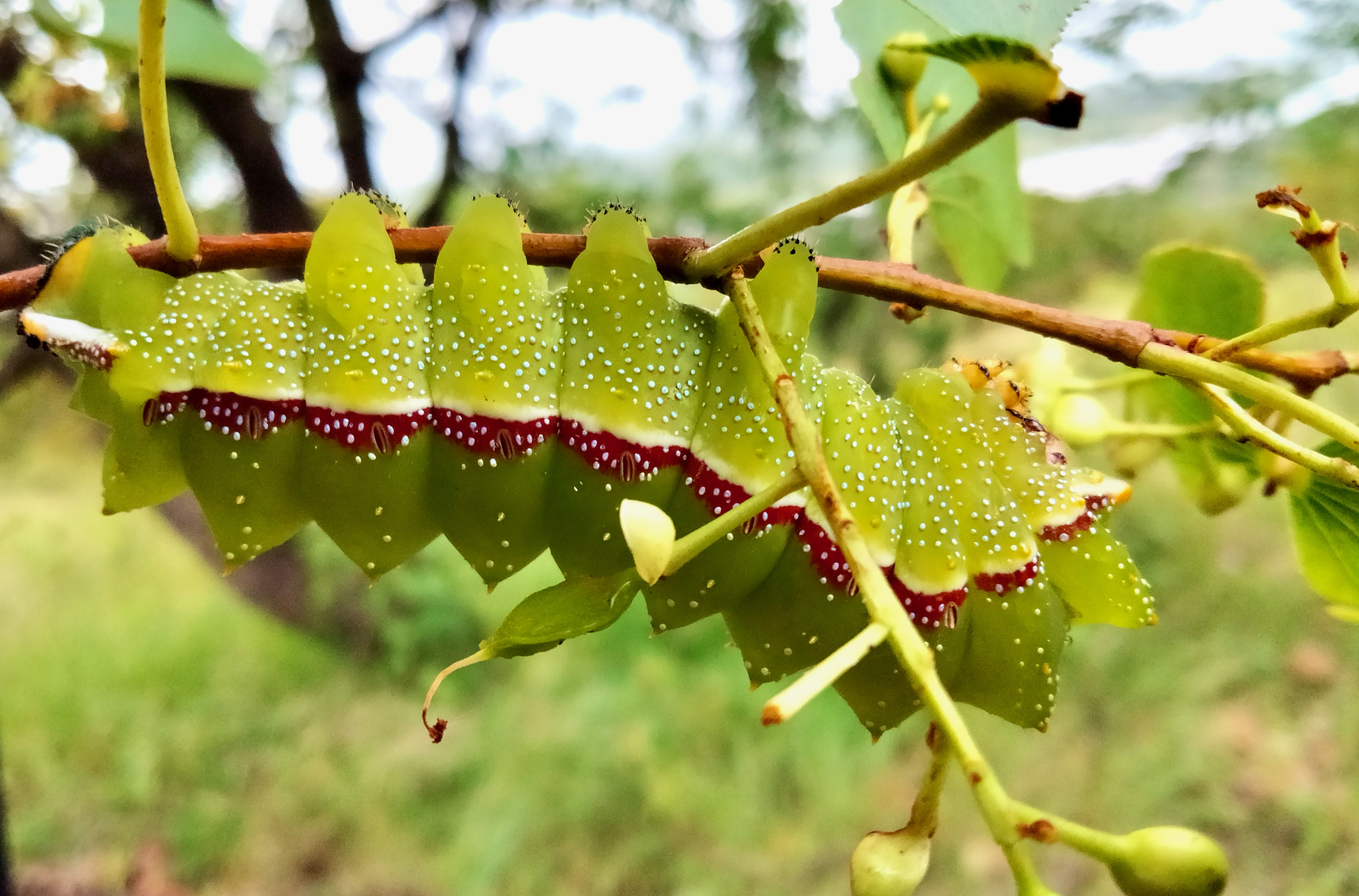
チプミ（マヤヤママユの幼虫）が枝葉を食べつくす
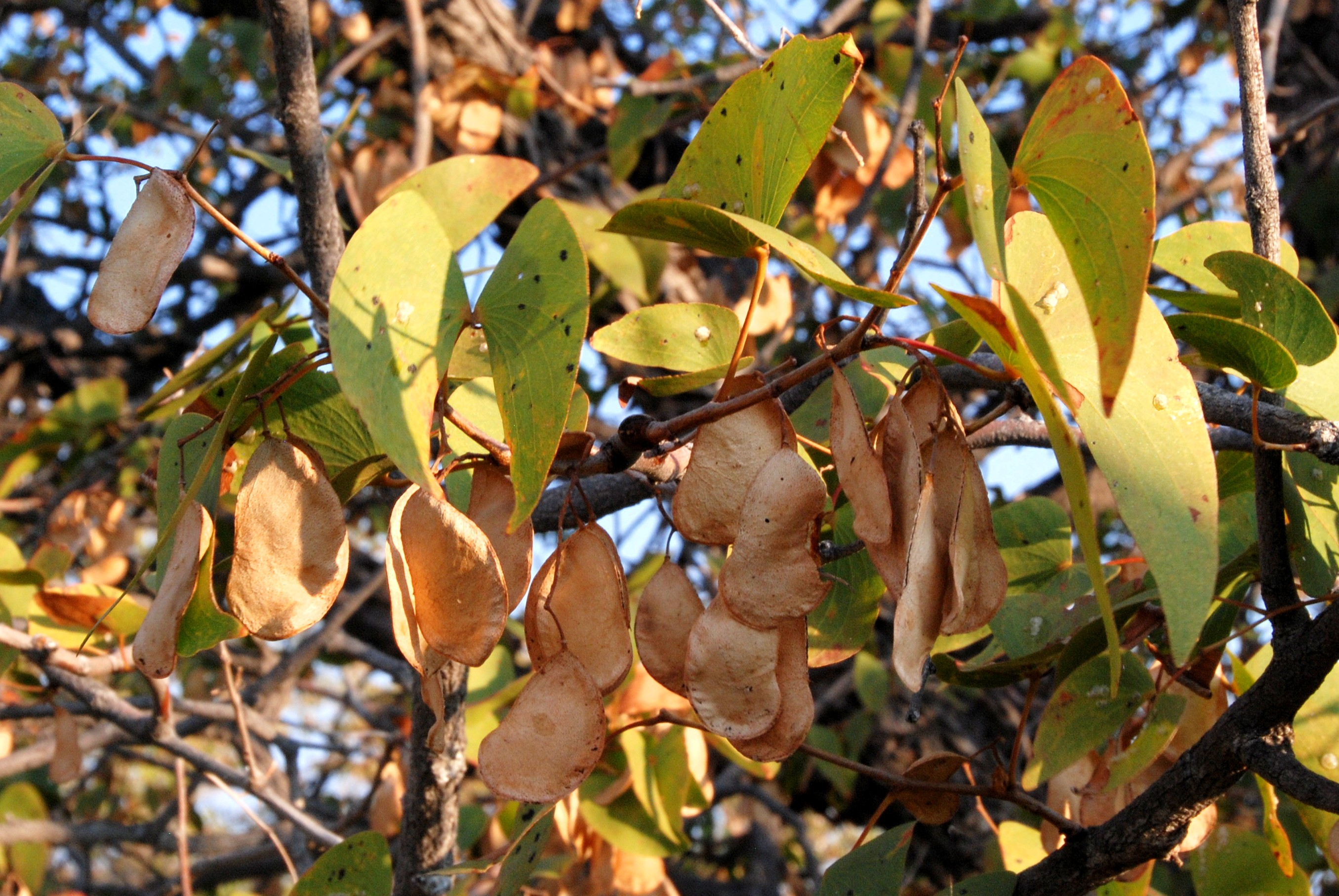
ナミビアの冬季の葉と莢